# Podsavezna nogometna liga Varaždin 1961./62.
Podsavezna nogometna liga Varaždin, također i kao Liga nogometnog podsaveza Varaždin je bila liga četvrtog stupnja nogometnog prvenstva Jugoslavije u sezoni 1961./62. 
 
Sudjelovalo je 11 klubova, a prvak je bila momčad "Jedinstvo" iz tadašnjeg Začretja. 

## Ljestvica
| mj. | klub                     | ut. | pob. | ner. | por. | gol+ | gol- | bod |
| --- | ------------------------ | --- | ---- | ---- | ---- | ---- | ---- | --- |
| 1.  | Jedinstvo Začretje       | 20  | 13   | 4    | 3    | 59   | 30   | 30  |
| 2.  | Dubravka Turčin          | 20  | 14   | 2    | 4    | 50   | 29   | 30  |
| 3.  | Borac Kućan Marof        | 20  | 13   | 3    | 4    | 56   | 32   | 29  |
| 4.  | Razvitak Ludbreg         | 20  | 12   | 2    | 6    | 70   | 39   | 26  |
| 5.  | Ivančica Ivanec          | 20  | 12   | 2    | 6    | 58   | 33   | 26  |
| 6.  | Marof (Novi Marof)       | 20  | 8    | 3    | 9    | 42   | 45   | 19  |
| 7.  | Oštrc Zlatar             | 20  | 7    | 1    | 12   | 39   | 55   | 15  |
| 8.  | Mladost Marija Bistrica  | 20  | 6    | 3    | 11   | 33   | 52   | 15  |
| 9.  | Crvena zvijezda Sračinec | 20  | 6    | 1    | 13   | 32   | 58   | 13  |
| 10. | Zagorac Kneginec         | 20  | 5    | 2    | 13   | 42   | 61   | 12  |
| 11. | Mehanika Oroslavje       | 20  | 2    | 1    | 17   | 18   | 64   | 5   |

- Začretje – tadašnji naziv za Sveti Križ Začretje

## Rezultatska križaljka
| kratica | klub                     | BOR | CRZ | DUB | IVA | JED | MAR | MEH | MLA | OŠT | RAZ | ZAG |
| --- | ------------------------ | --- | --- | --- | --- | --- | --- | --- | --- | --- | --- | --- |
| BOR | Borac Kućan Marof        |     |     |     |     |     |     |     |     |     |     |     |
| CRZ | Crvena zvijezda Sračinec |     |     |     |     |     |     |     |     |     |     |     |
| DUB | Dubravka Turčin          |     |     |     |     |     |     |     |     |     |     |     |
| IVA | Ivančica Ivanec          |     |     |     |     |     |     |     |     |     |     |     |
| JED | Jedinstvo Začretje       |     |     |     |     |     |     |     |     |     |     |     |
| MAR | Marof (Novi Marof)       |     |     |     |     |     |     |     |     |     |     |     |
| MEH | Mehanika Oroslavje       |     |     |     |     |     |     |     |     |     |     |     |
| MLA | Mladost Marija Bistrica  |     |     |     |     |     |     |     |     |     |     |     |
| OŠT | Oštrc Zlatar             |     |     |     |     |     |     |     |     |     |     |     |
| RAZ | Razvitak Ludbreg         |     |     |     |     |     |     |     |     |     |     |     |
| ZAG | Zagorac Kneginec         |     |     |     |     |     |     |     |     |     |     |     |
| |                          |     |     |     |     |     |     |     |     |     |     |     |
| podebljan rezultat - utakmice od 1. do 11. kola (1. utakmica između klubova) rezultat normalne debljine - utakmice od 12. do 22. kola (2. utakmica između klubova) rezultat nakošen - nije vidljiv redoslijed odigravanja međusobnih utakmica iz dostupnih izvora rezultat smanjen * - iz dostupnih izvora nije uočljiv domaćin susreta prekrižen rezultat - poništena ili brisana utakmica p - utakmica prekinuta 3:0 p.f. / 0:3 p.f. - rezultat 3:0 bez borbe |                          |     |     |     |     |     |     |     |     |     |     |     |

 Izvori: 